# Bert van der Veer
Bert van der Veer (Bergen op Zoom, 13 maart 1951) is een Nederlands programmamaker en schrijver.

## Carrière
Van der Veer begon zijn carrière als dagbladjournalist bij Dagblad Tubantia in Enschede, nadat hij anderhalf jaar op de School voor Journalistiek in Utrecht had gezeten. Vanaf 1976 koos hij voornamelijk voor de televisie. Hij werd regisseur van onder andere Toppop, Tineke, de Mini-playbackshow, de Soundmixshow en de Surpriseshow. Voor de laatste ontving hij een Televizierring. 

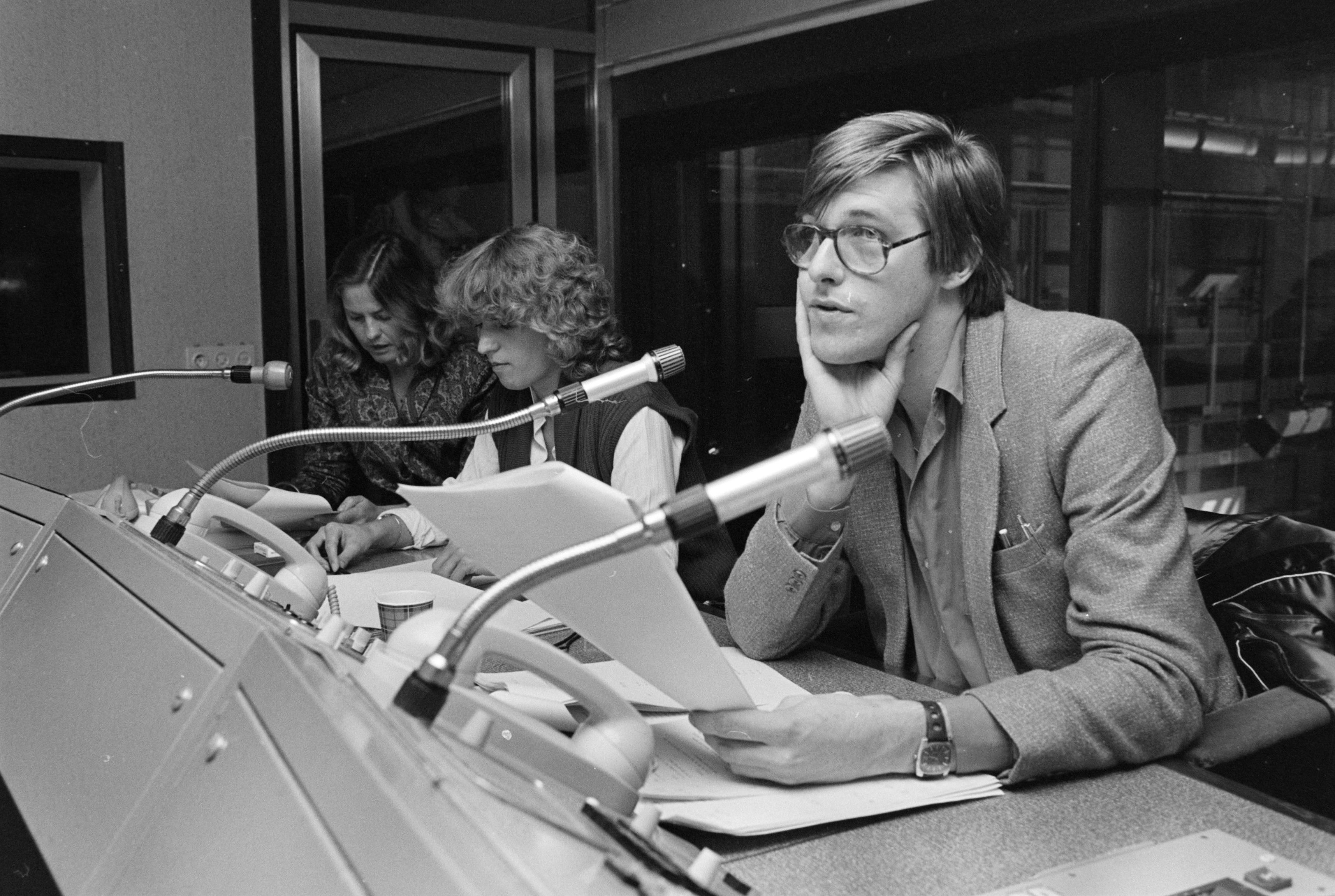
Bert van der Veer, Veronica TV regisseur, okt. 1980.

In 1991 schreef Van der Veer in opdracht van Joop van den Ende het nummer Goede tijden, slechte tijden, de titelsong van de gelijknamige soapserie op RTL 4. Het nummer wordt sinds het eerste seizoen gebruikt en het nummer haalde de 9e positie in de Nederlandse Top 40 en de 8e positie de Nederlandse Single Top 100. Het nummer is tot heden nog de titelsong van de soap, echter is het wel meerdere malen door andere artiesten opnieuw ingezongen. Later bekende Van der Veer dat als hij had geweten dat het nummer zolang mee zou gaan, hij meer moeite voor een betere tekst had gedaan.
In 1992 werd hij programmadirecteur van RTL 4 en gaf hij leiding aan RTL 5 en Veronica. Daarna ging hij weer regisseren bij onder meer Barend & Van Dorp en Villa BvD. De laatste jaren is Van der Veer weer wat meer schrijvend actief. Hij schrijft boeken, columns en artikelen voor onder andere VARA TV Magazine, Esquire, Algemeen Dagblad, de Volkskrant en Vrij Nederland. Hij was (roulerend) een van de regisseurs van Pauw & Witteman.

## Privé
Van der Veer woonde tussen 1957 en 1960 in Frankrijk. Van 1964 tot 1967 woonde hij in Duitsland. Hij had van oktober 2008 tot september 2017 een latrelatie met Judith Osborn.

## Prijzen
- 1988: Gouden Televizier-Ring voor de Surprise show.